# Pălărie Panama

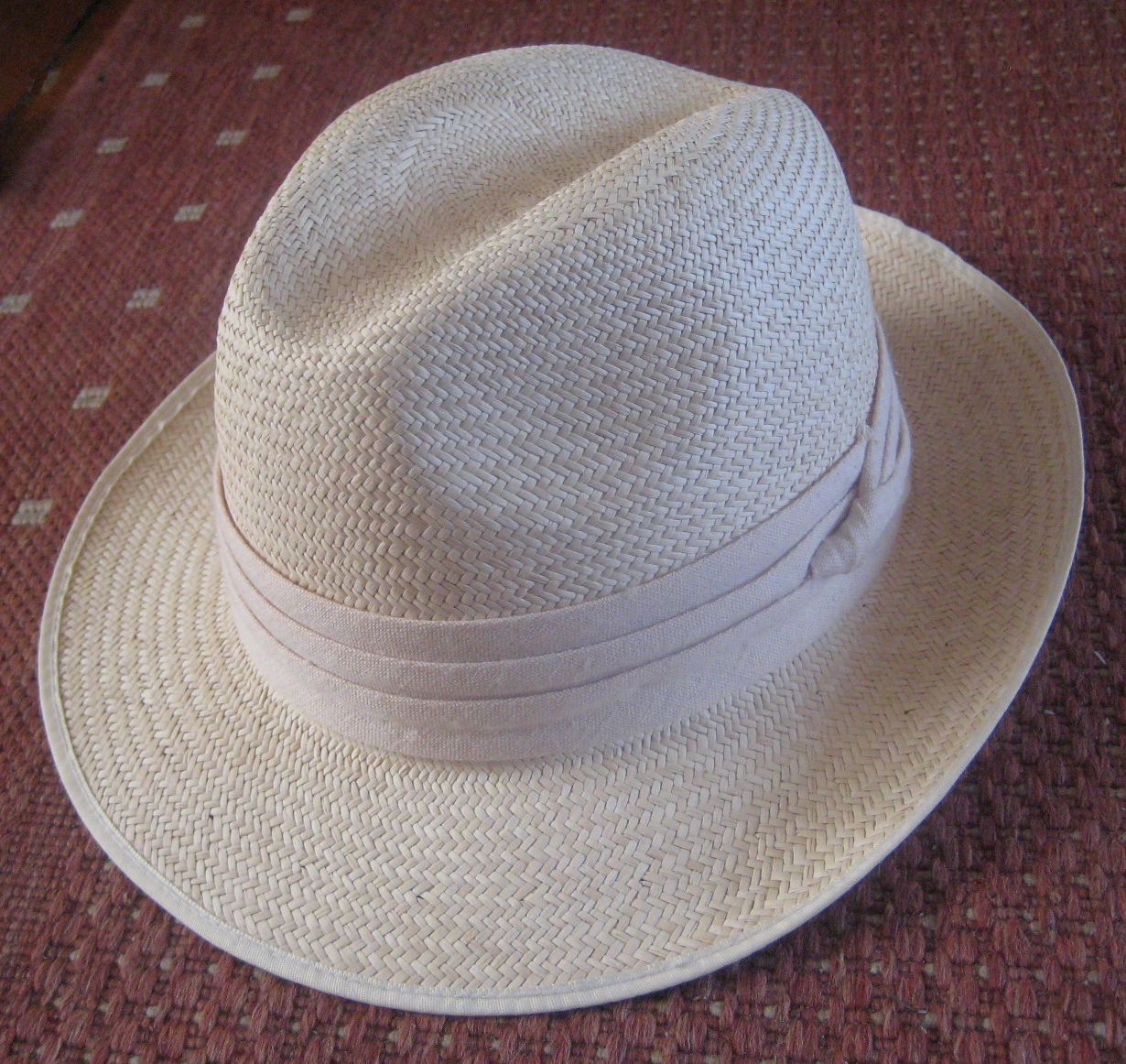
O pălărie Panama

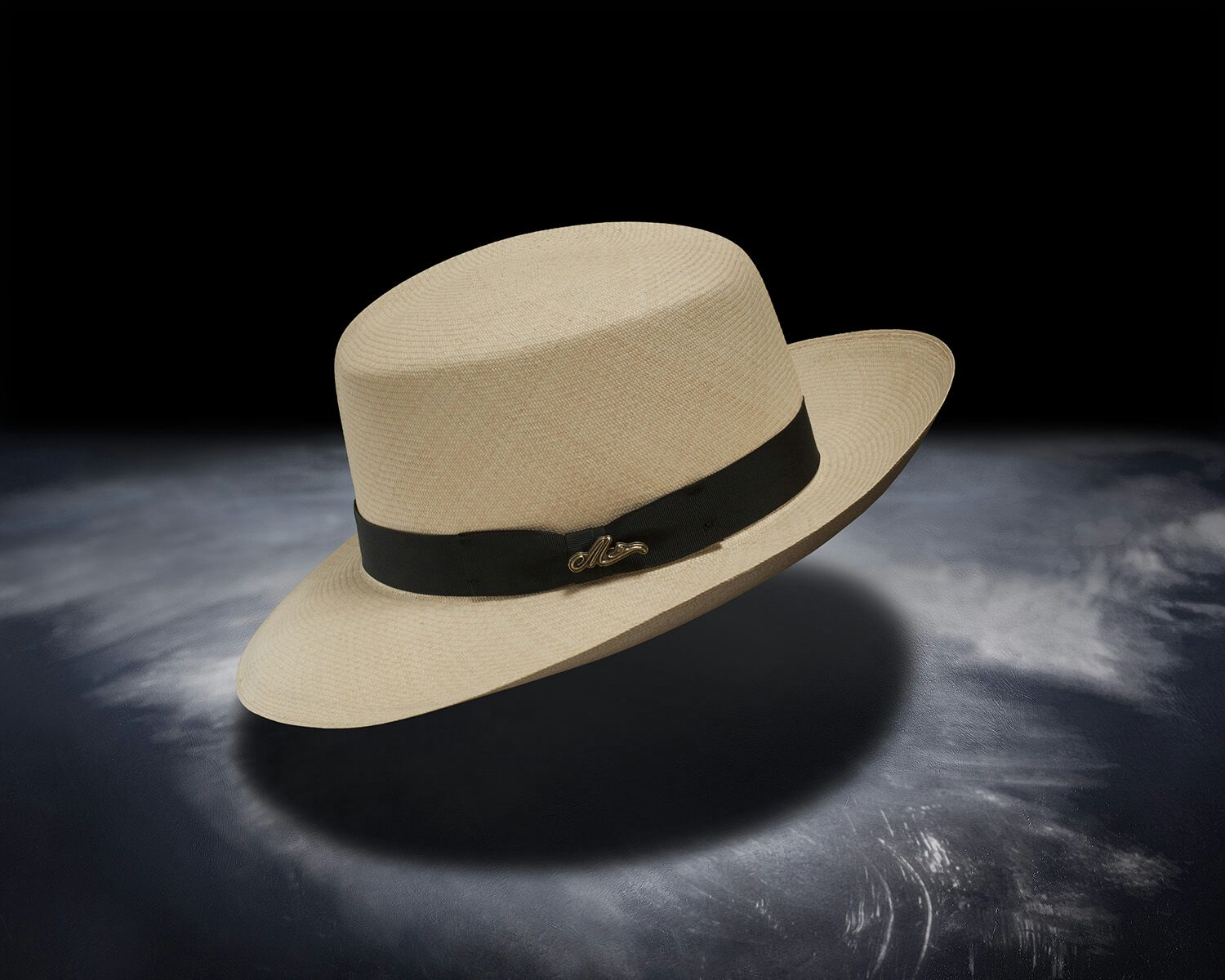
O pălărie Panama confecționată în regiunea Monticristi

O pălărie Panama (pălărie de paie toquilla) este o pălărie tradițională de paie cu boruri largi de origine ecuadoriană. În mod tradițional, pălăriile erau confecționate din frunze împletite de Carludovica palmata, cunoscut pe plan local ca palmier toquillasau palmier jipijapa, deși este mai degrabă o plantă asemănătoare cu palmierul decât un palmier adevărat.
Pălăriile Panama sunt de culoare deschisă și ușoare, fiind purtate de multe ori ca accesorii pentru costumele ușoare de vară precum cele confecționate din pânză sau din mătase. De la începutul secolului al XX-lea, pălăriile panama au început să fie asociate cu litoralul și cu zonele tropicale.
Împletitul pălăriilor de paie ecuadoriene a fost inclus de UNESCO în Patrimoniul cultural imaterial al umanității pe 6 decembrie 2012. Pălăriile de paie Panama reprezintă talentul artizanilor ecuadorieni transmis din generație în generație ca parte a patrimoniului lor cultural, fiecare pălărie fiind o piesă unică, elaborata manual cu o atenție riguroasă.

## Istorie

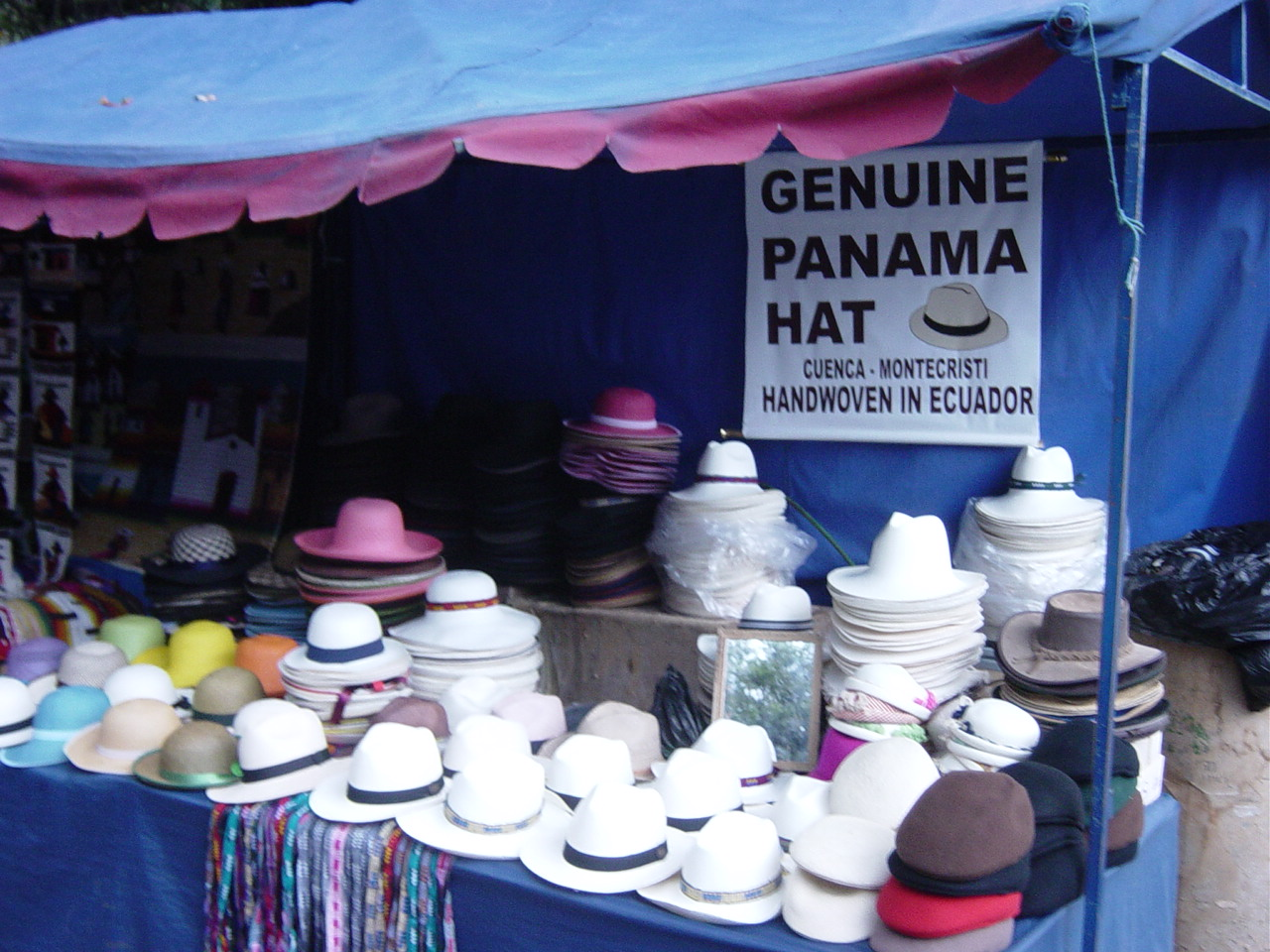
Pălării Panama vândute într-o piață stradală din Ecuador

De la începutul anilor 1600, împletitul pălăriilor a evoluat ca o industrie artizanală de-a lungul coastei ecuadoriene, precum și în orașele mici aflate de-a lungul lanțului montan andin. Acest obicei a început să ia amploare în Ecuador în secolele al XVII-lea și al XVIII-lea. Chiar și atunci, pălăriile de cea mai buna calitate erau confecționate în localitățile din actuala provincie Manabí.
Unul dintre primele orașe din Anzi unde a început împletirea pălăriilor este Principal, ce face parte din cantonul Chordeleg al provinciei Azuay. Pălăriile de paie împletite în Ecuador, la fel ca și multe alte produse sud-americane din secolul al XIX-lea și începutul secolului al XX-lea, au fost expediate mai întâi către istmul Panama de unde au fost încărcate pe vapoare către restul Americii, Asia și Europa, dobândind ulterior un nume ce evidenția mai degrabă locul de unde erau expediate în străinătate — „pălării panama” — decât locul lor de origine autohtonă. Această denumire a fost folosită cel puțin din 1834.

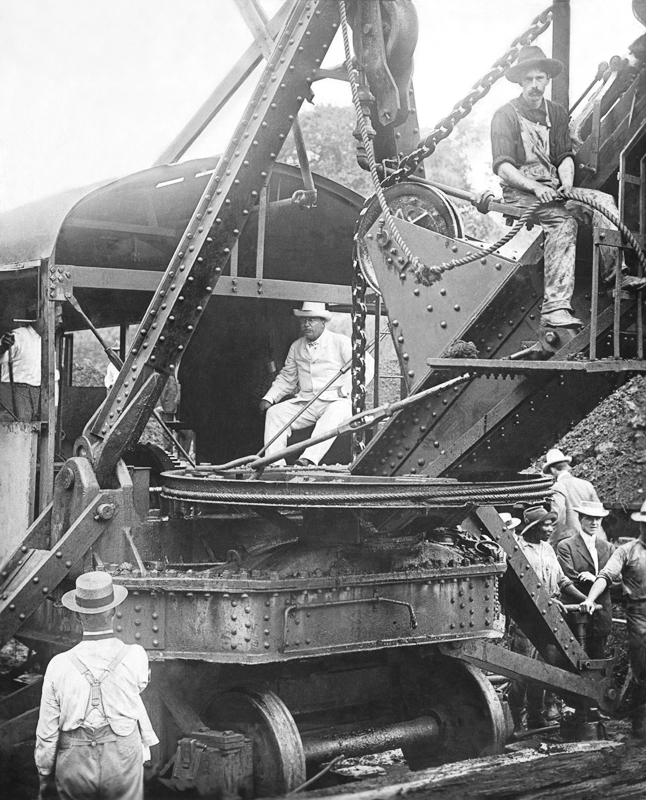
Theodore Roosevelt purtând o pălărie Panama în timp ce vizita șantierul Canalului Panama în 1904

Popularitatea acestui tip de pălărie a crescut de la mijlocul secolului al XIX-lea, atunci când mulți prospectori atrași de Goana după aur din California au călătorit spre California prin Istmul Panama cu navele Pacific Mail Steamship Company. În 1904 președintele SUA Theodore Roosevelt a vizitat șantierul de construcție al Canalului Panama și a fost fotografiat purtând o pălărie Panama, care a dobândit o popularitate tot mai mare.
Pălărie tamsui
Pălăria tamsui a fost o pălărie de paie confecționată în Formosa (azi Taiwan), pentru a concura direct cu Panama la începutul secolului al XX-lea. Pălăriile tamsui erau făcute din fibre Pandanus odorattssimus, care creșteau din belșug pe insulă. Datorită faptului că își păstrau culoarea albă, erau lavabile și puteau fi pliate și transportate fără daune, pălăriile tamsui au înlocuit costisitoarele pălării panama în Asia de Est la începutul secolului al XX-lea.

## Calitate

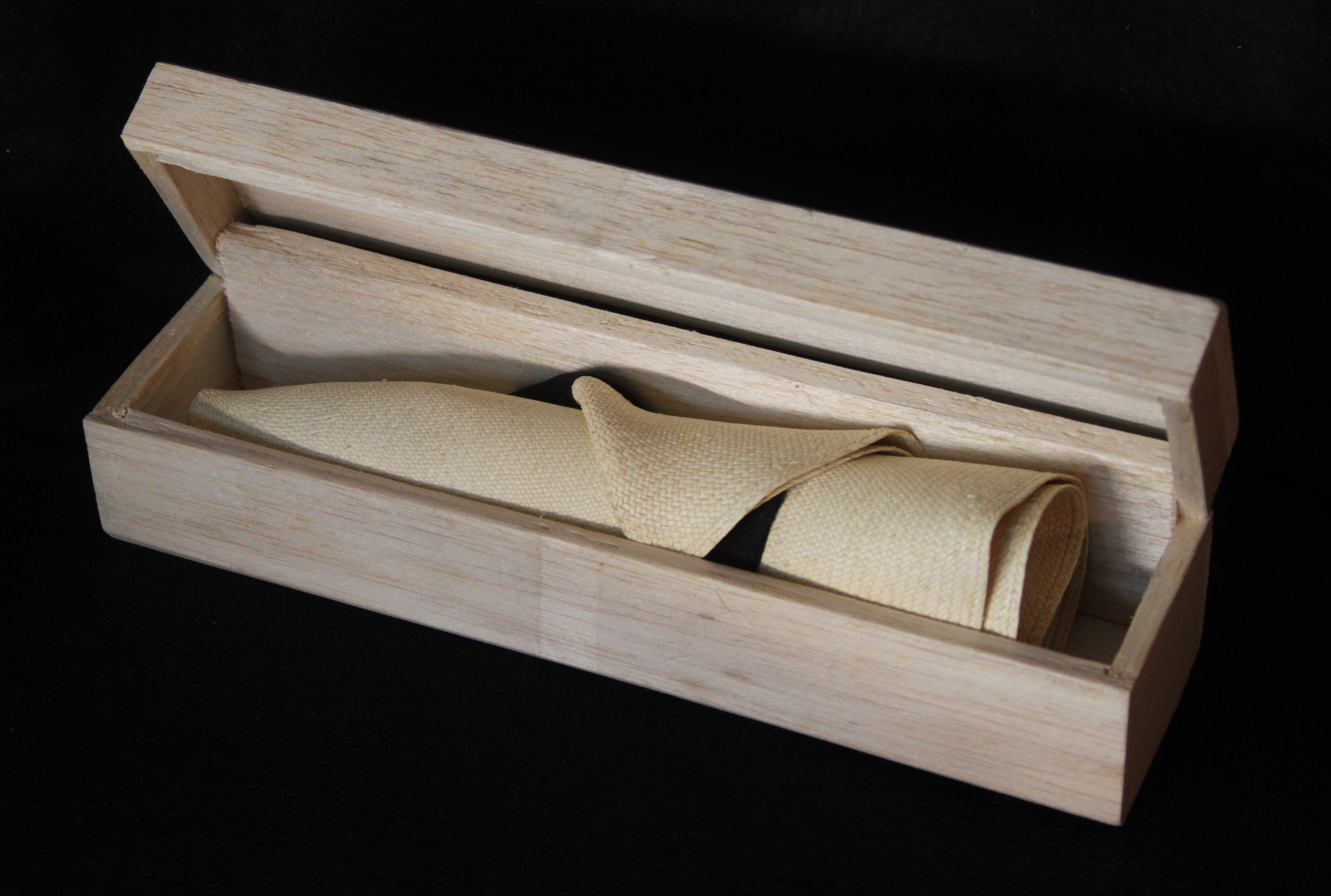
O pălărie Montecristi rulată într-o cutie

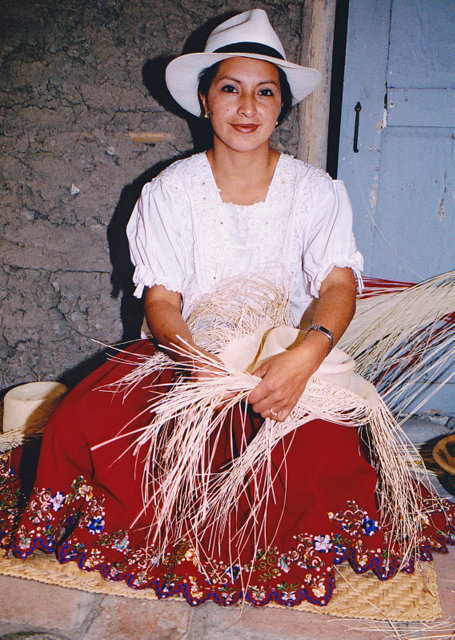
Confecționeră de pălării din Ecuador

Potrivit credinței populare, o pălărie panama „superfino” poate reține apa și, atunci când este rulată, trece printr-un inel.
Deși împletirea pălăriilor Panama continuă să ofere locuri de muncă pentru mii de ecuadorieni, au rămas mai puțin de o duzină de țesători capabili să confecționeze cele mai fine pălării „Montecristi superfinos”. Producția în Ecuador este în scădere, din cauza problemelor economice ale țării și a concurenței producătorilor chinezi de pălării.